# Anja Silja
Anja Silja (née le 17 avril 1940 à Berlin) est une cantatrice allemande (soprano).

## Biographie
Elle commença sa carrière très tôt, prenant ses premiers cours de chant dès 1948 et donnant des récitals de lieder à partir de 1950. Elle débuta sur scène en 1956, à l'opéra municipal (Städtische Oper) de Berlin-Ouest dans le rôle de Rosina du Barbier de Séville. Après avoir chanté aux opéras de Brunswick, Stuttgart et Francfort-sur-le-Main, elle débuta en 1960 au Festival de Bayreuth, où elle fut une Elsa, une Elisabeth et une Senta admirables, devenant l'égérie et la compagne de Wieland Wagner. En 1962, elle campe Salomé à Stuttgart, puis aborde également les rôles de Léonore, Desdémone, Marie dans Wozzeck en 1966 et surtout Lulu, à Francfort.
Après la mort de Wieland Wagner en 1966, puis celle d'André Cluytens en 1967, elle entre à l'Opéra de Francfort, dirigé par Christoph von Dohnányi, qu'elle épouse et suit en 1977 à Hambourg. Ses débuts au Metropolitan Opera eurent lieu en 1972. Au début des années 1980, elle abandonne les sopranos et centre son répertoire sur Janáček, dont des interprétations de Kostelnicka dans Jenufa et Elina Makropoulos, ainsi que des incarnations de Herodias, Clytemnestre, la Nourrice dans La Femme sans ombre.
Elle continue à chanter et à se produire sur scène, dépassant les cinquante-cinq ans de carrière.